# Varuna
Pour les articles homonymes, voir Varuna (homonymie).

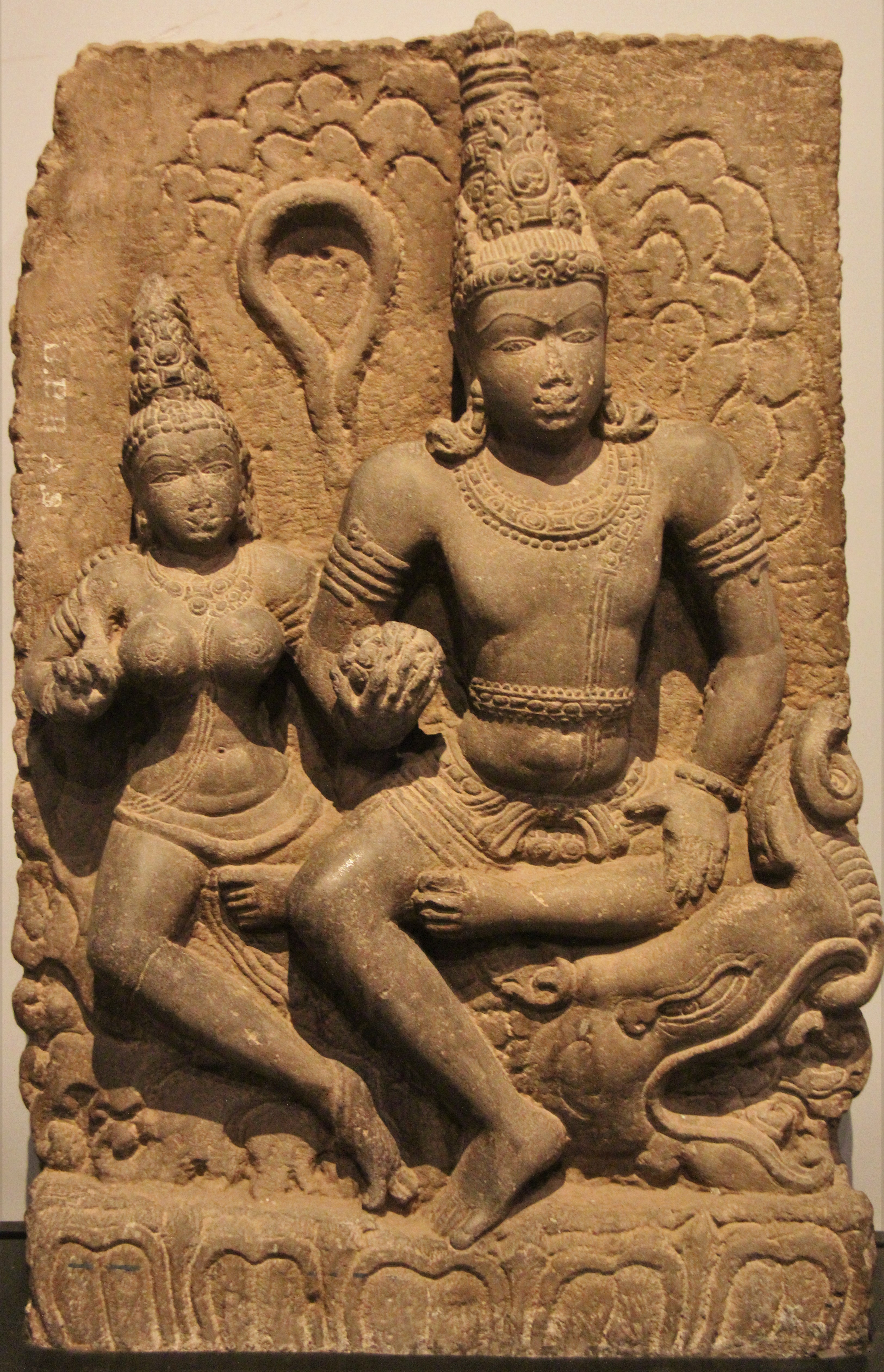
Varuna avec Varunani. Statue sculptée dans le basalte, remonte au VIIIe siècle de notre ère, découverte au Karnataka. Exposé au musée du prince de Galles, à Bombay.

Varuna (devanāgarī वरुण [ʋəruɳə]) est l'une des divinités les plus importantes du panthéon du védisme en tant que dieu du ciel, du « serment » et de l'ordre du monde, le rita. Il devient dans l'hindouisme le dieu de l'océanet de l'eau, le gardien de l'orient (lokapala) de l'ouest.

## Étymologie
Le théonyme Varuṇa est, analogiquement, une dérivation du verbal vṛ (« entourer, couvrir » ou « retenir, lier ») au moyen d'un suffigal -uṇa-, pour une interprétation du nom comme « celui qui couvre ou lie », en référence à l'océan cosmologique ou à la rivière encerclant le monde, mais aussi en référence à la « liaison » par la loi universelle ou rta. Par son étymologie, Varuna est un dieu du « serment »,. Varuna est formé sur *var- "parole de serment".

## Védisme

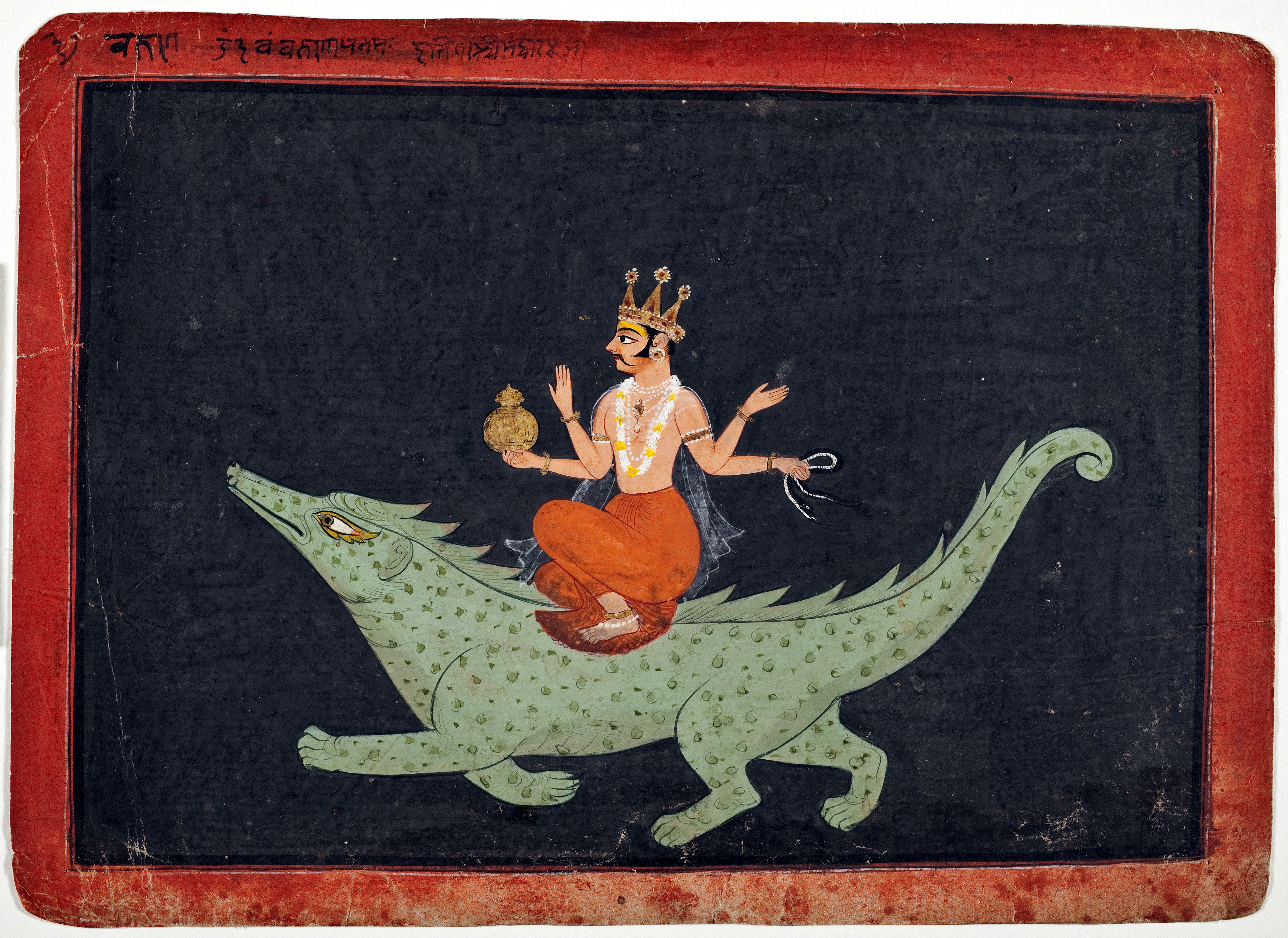
Varuna sur le Makara (Rajahstan, fin du XVIIe siècle).

À l'époque pré-védique, il était probablement la divinité suprême, le gardien de l'ordre du monde, dieu des lois et des châtiments, maître du cosmos. Dieu omniscient, il règne sur le panthéon védique, en compagnie des principaux Āditya, Mitra, Indra et les Aśvins.
Ils sont secondés par quatre āditya « mineurs », Aryaman et Bhaga, qui sont plus particulièrement liés à Mitra, Dakṣa et Aṃśa, d'apparition plus tardive, qui sont les auxiliaires de Varuna.
Varuna est à la fois un asura et un deva. Il est le maître du ṛtá, l'énergie qui permet de maintenir l'ordre de l'univers. Dieu « aux mille yeux », il possède un caractère violent, et ses colères sont redoutées des hommes. Divinité lunaire, il est parfois représenté comme un homme à la peau claire portant une armure en or ainsi qu'un « lasso » fait à partir d'un serpent. Il chevauche un makara, monstre marin qui lui sert de Vāhana ou monture.
Varuna est aussi un dieu de la mort et peut accorder l'immortalité. Il est également associé à l'élément liquide, lorsque celui-ci se trouve en masse (cours d'eau, lacs, océans), tandis que la pluie est surtout associée à Mitra.
Après qu'Indra lui eut ravi sa place de maître de l'univers, Varuna devint le dieu des océans et des rivières, et le gardien des âmes des noyés. Il est servi par les nâgas, êtres mi-hommes, mi-serpents.

## Interprétations
Georges Dumézil, en 1934, avait proposé un rapprochement avec le dieu grec Ouranos. Ce rapprochement étymologique (mais pas mythologique) n'est aujourd'hui plus retenu par les spécialistes. Dans un article de Romain Garnier, auquel renvoie la note 3, l'auteur explique : « Au premier coup d’œil, on s’avise que la documentation de Monsieur Demoule est totalement dépassée : "nul autre que lui ne croit plus au vieux rapprochement entre οὐρανός et Váruna- (p. 539), que Dumézil avait jadis proposé voici plus de quatre-vingt ans (1934 !). La forme grecque s'explique par un étymon gr. com. […] « celui qui fait pleuvoir » dérivé d'un nom d'action […] « pluie » órs-o- […] apparenté au véd. […] « il pleut » […]. Il s’agit du ciel qui féconde la terre en l'arrosant de ses pluies ; par réinterprétation poétique, c'est le mâle qui couvre la femelle, en déversant sa semence. Cette racine fournit une désignation de l'étalon en indo-européen […]. Rien de tel chez Váruna-, qui peut être, selon une théorie couramment admise, un dieu du « serment » […], apparenté au nom du ‘vœu’ (cf. véd. vratá-). En tout cas,  Váruna- ne provient pas de la déification du ciel, ni d'aucune autre partie du cosmos d'ailleurs. »
André Sauge soutient lui que Varuna n'a rien à voir avec la racine de la « pluie », certes, pas plus, d'ailleurs, qu'Ouranos. À la suite de Jacob Wackernagel, il explique οὐρ- à partir de ὀϝο-. Ce serait une pure fiction élaborée à partir de l'hypothèse que, au temps d'Homère, ϝ (= /w/) s'était amuï, ce qui fait que ὀϝο- est devenu οο-, puis ου- en dialecte ionien. Par un raisonnement linguistique, il avance que /w/ est un phonème à part entière de la langue homérique et épique et donc que ου- ne peut pas résulter d'un amuïssement de ϝ = /w/, écrit "v" en sanskrit. Il faudrait donc partir de *ϝορανός (*woranos) ; afin de modifier la quantité d'une syllabe, l'aède avait la possibilité de la fermer par un roque phonétique tel que /wo-r/ devient /ow-r-/ ; devant consonne /w/ se vocalise /u/, d'où ouranos. L'hypothèse que "Varuna" et "Ouranos" sont formés sur le même etymon n'a en vérité rien de spécieux.
François Cornillot, spécialiste du Rig-Véda et de l'Avesta, considère qu'il ne formait à l'origine qu'un seul dieu avec Mitra, le dieu des contrats et de l'amitié entre les hommes[réf. nécessaire]. Georges Dumézil, en revanche, s'oppose formellement à cette thèse. Pour lui, Varuna représente la souveraineté sur le plan surnaturel et Mitra sur le plan terrestre. Les deux divinités complémentaires sont très souvent citées ensemble, dans le duel (dvandva) Mitravaruna.
En périodisant les données au plan indo-européen il apparaît que Varuna fut d'abord une puissance du ciel-nocturne, le « vieux père » rallié aux deva- célestes-diurnes (ce que célèbre l'hymne « La révolution est faite »). Dans un état plus récent de la religion, il a été placé dans le versant magico-religieux de la « première fonction » sociale. Mitra « contrat d'amitié », notion sociale, a remplacé l'ancien ciel-diurne Dyauh. Cette évolution témoigne du passage de la religion cosmique (avec ses trois ciels successifs : nocturne et diurne, séparés par le ciel crépusculaire du matin et du soir) à la religion politique des trois fonctions. Varuna est donc apparenté à d'autres puissances indo-européennes archaïques qui ont été comme lui intégrées au panthéon (Gr. Ouranos, Ger. *Wodanaz, Balt. Velinas, Ct.Gall. Gwydion), de suffixation identique.

## Hindouisme
Dans les Purana, Varuna est présenté comme le Régent (dikpāla ou lokapāla ) du Royaume de l'Eau (Ap) que traverse l'être ayant accompli le dêva-yâna, c'est-à-dire celui qui est sur la Voie de la Délivrance après sa mort.

## Honneur
L'objet transneptunien (20000) Varuna porte son nom.